# Yucca glauca subsp. albertana
Yucca glauca subsp. albertana (englischer Trivialname: „Palliser Triangle Yucca“) ist eine Unterart der Blaugrünen Palmlilie (Yucca glauca) in der Familie der Spargelgewächse (Asparagaceae).

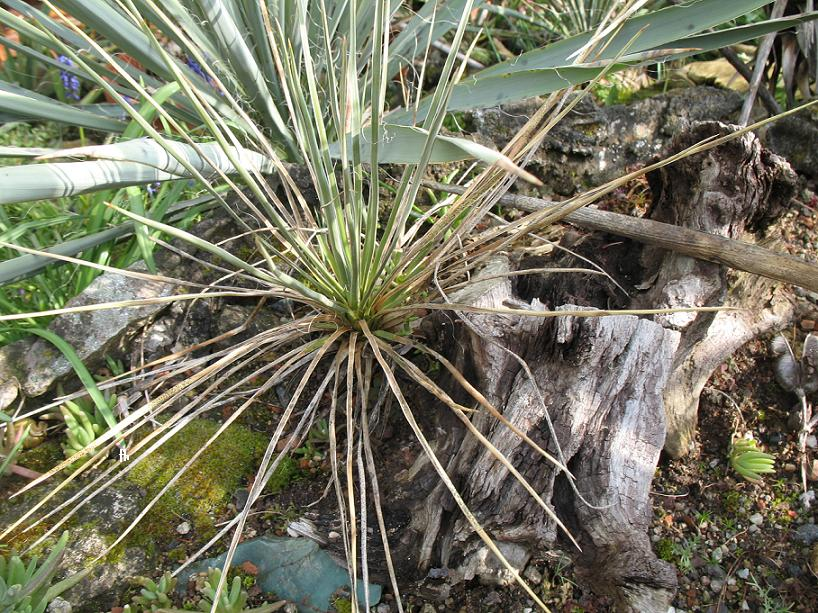
Zehn Jahre altes Exemplar in der Sammlung von F. Hochstätter

## Beschreibung
Yucca glauca subsp. albertana wächst solitär, stammlos. Sie bildet kleine Gruppen mit zwei bis vier Rosetten und einem Durchmesser bis 1 Meter. Die dünnen, weichen, flexiblen, hellgrünen Blätter sind 20 bis 40 cm lang und 1 cm breit. An den Blatträndern befinden sich feine Fasern. Der in den Blättern beginnende Blütenstand wird 0,4 bis 0,8 Meter hoch. Die glockenförmigen, hängenden, weißen, cremefarbenen Blüten sind 2,5 cm lang und breit. Die Unterart ist in allen Maßen kleiner und bildet keinen Stamm im Gegensatz zu den weiteren Vertretern der Glauca-Gruppe.
Die Blütezeit ist im Juli. Yucca glauca subsp. albertana ist in Mitteleuropa bis minus 20 °C winterhart. Sie ist eine der härtesten Arten der Gattung. Zehn Jahre alte Exemplare befinden sich in der Sammlung von F. Hochstätter. Die Art ist selten.

## Verbreitung
Yucca glauca subsp. albertana wächst endemisch in semiaridem Grasland in Kanada und in den USA in Montana nahe der Grenze USA/Kanada in Höhenlagen von 700 bis 900 m und ist dort vergesellschaftet mit Escobaria vivipara und Opuntia polyacantha.

## Systematik
Die Erstbeschreibung unter dem Namen Yucca glauca subsp. albertana durch Fritz Hochstätter erfolgte im Jahr 2000.